# HD114846
HD114846 — хімічно пекулярна зоря спектрального класу A2, що має видиму зоряну величину в смузі V приблизно  7,3.
Вона  розташована на відстані близько 1294,3 світлових років від Сонця.

## Фізичні характеристики
Зоря HD114846 обертається 
досить швидко 
навколо своєї осі. Проєкція її екваторіальної швидкості на промінь зору становить  Vsin(i)=102км/сек.
Телескоп Гіппаркос зареєстрував фотометричну змінність  даної зорі з періодом    0,99 доби в межах від  Hmin= 6,34 до  Hmax= 6,28.